# Кольська надглибока свердловина
69°23′47″ пн. ш. 30°36′36″ сх. д. / 69.3965° пн. ш. 30.6099° сх. д.
Кольська надглибока свердловина — найглибша в світі бурова свердловина.

## Загальний опис

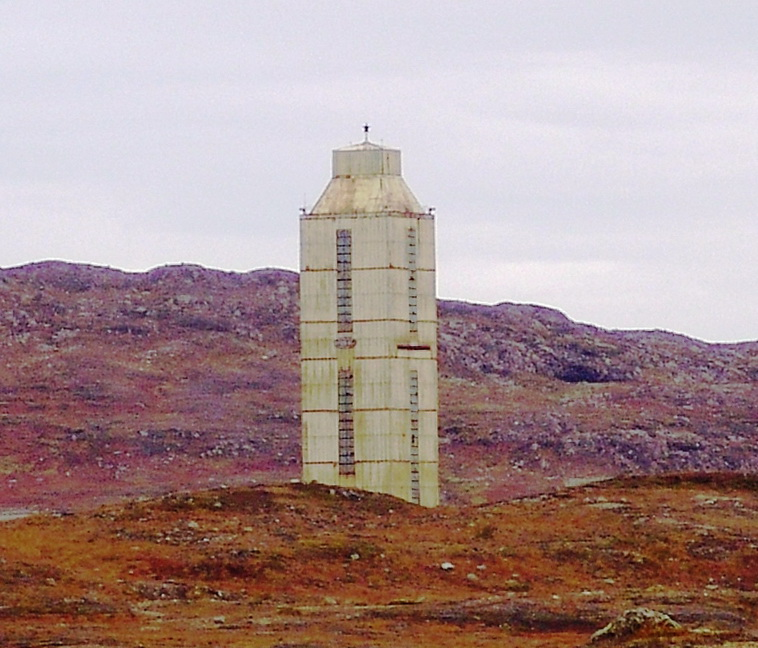
Кольська надглибока свердловина, 2007

Розташована у Печензькому районі Мурманської обл. РФ біля м. Заполярний. Глибина 12262 м (свердловина СГ-3 на 2000 р. — 12 266 м). Споруджувалася в східній частині Балтійського щита для вивчення геології та металогенії континентальної земної кори з відбором керна по всій довжині свердловини. Здійснювалася бурильною установкою «Уралмаш-15000». Встановлена потужність обладнання 18000 кВт. Буріння турбінне. Використовувалися бурильні труби зі сплавів на основі алюмінію (ЛБТ).
Свого часу (80-ті роки минулого століття) побила рекорд американської свердловини Берта Роджерс (9 км), найглибшої свердловини у світі на той час.
Спочатку планувалося досягти відмітки 16000 м, але через технічні проблеми, а також через фінансові труднощі у 1991 році роботи довелося припинити достроково. Одна з головних причин — збільшення температури порід вибою до 230 °C і тиску понад 1000 атм, за таких умов бурове устаткування працює нестабільно. Кольська надглибока свердловина використовувалась для моніторингу стану земної кори в цьому районі.
У зв'язку з фінансовими труднощами і відсутністю підтримки держави проект «Кольська надглибока свердловина» було закрито 2008 року.
Зведенням керував Губерман Давид Миронович (1929—2011) — науковець-геолог, доктор технічних наук, академік Російської академії природничих наук, заслужений геолог РРФСР.

## Інші надглибокі свердловини
Станом на 2023 рік у світі, в тому числі і в Україні, існують наступні надглибокі свердловини:
- Берта Роджерс;
- 3-Новосхідниця;
- Криворізька надглибока свердловина;
- Шевченківська-1.

30 травня 2023 року, в пустелі Такла-Макан (Китай) розпочалося буріння надглибокої свердловини з проєктною глибиною 11100 м. Справжньої мети глибинного буріння офіційно не розголошують, однак відомо, така розвідка дозволить виявити мінеральні та енергетичні ресурси глибоко під земною поверхнею, і отвір буде настільки глибоким, що досягне відкладень, які утворилися 145 мільйонів років тому. Таким чином, пройшовши 10 шарів гірських порід, команда сподівається дістатися до гірських порід крейдового періоду, шару, відомого як крейдяна система, вік якої саме і становить 145 мільйонів років.